# Grammia preciosa
Grammia preciosa är en fjärilsart som beskrevs av Dixon 1911. Grammia preciosa ingår i släktet Grammia och familjen björnspinnare. Inga underarter finns listade i Catalogue of Life.